# Anaspida
De Anaspida ('schildlozen') zijn een groep (orde) van uitgestorven evolutionair onderontwikkelde kaakloze vissen uit het Vroeg-Siluur tot het Laat-Devoon. Ze werden klassiek beschouwd als de voorouders van lampreien. Ze hadden een slank lichaam, en konden goed zwemmen. In het Laat-Siluur van Europa en Noord-Amerika zijn talrijke fossielen gevonden in mariene afzettingen. Tijdens het Devoon koloniseerden ze rivieren en meren.

## Anatomie
Vergeleken met andere prehistorische agnathe groepen, zoals de Heterostraci en Osteostraci, beschikten anaspiden niet over een benig schild of pantser, vandaar hun naam. In plaats daarvan zijn de kop en het lichaam van de anaspiden bedekt met een reeks kleine, zwak gemineraliseerde schubben, met een rij massieve schubben die over de rug lopen, en, wat tenminste bevestigd is bij de birkeniiden, was het lichaam bedekt met rijen dakpanachtige schubben gemaakt van aspidine, een acellulair beenderig weefsel. Anaspiden hadden allemaal opvallende, zijdelings geplaatste ogen zonder sclerotische ring, met de kieuwen geopend als een rij gaten langs weerszijden van het dier, met meestal 6 tot 15 paar. De belangrijkste synapomorfie voor de anaspiden is de grote, driestralige stekel achter de reeks kieuwopeningen.

## Taxonomie
Nu Jamoytius en zijn nauwe verwanten, dat wil zeggen Euphanerops, zijn verplaatst naar Jamoytiiformes, bestaat de Anaspida nu uit twee orden, de monogenerische Lasaniida, die het geslacht Lasanius bevat en een basale groep anaspiden vertegenwoordigt, en Birkeniida, die alle andere erkende taxa van anaspiden bevat. Birkeniida is verder onderverdeeld in verschillende families, waaronder Birkeniidae, Pterygolepididae, Rhyncholepididae en Pharyngolepididae, die de taxa bevatten die bekend zijn van fossielen van het hele lichaam (naast verschillende taxa die alleen bekend zijn van schubben) en de familie Septentrioniidae, waarvan de subtaxa uitsluitend bekend zijn van schubben. Twee recent beschreven geslachten, Kerreralepis en Cowielepis, worden beschouwd als Birkeniida incertae sedis.
Sommige auteurs hebben gesuggereerd dat anaspiden stamcyclostomen zijn, verwant aan slijmprikken en lampreien.
Een nieuwere taxonomie gebaseerd op het werk van Mikko's Phylogeny Archive, Nelson, Grande en Wilson 2016 en van der Laan 2018:
- Klasse Anaspida Janvier 1996 non Williston 1917
  - Orde Endeiolepidiformes Berg 1940
    - Familie Endeiolepididae Stensiö 1939 corrig.
      - Endeiolepis Stensiö 1939

  - Orde Birkeniiformes Berg 1940
    - Cowielepis Blom 2008
    - Hoburgilepis Blom, Märss & Miller 2002
    - Kerreralepis Blom 2012
    - Maurylepis Blom, Märss & Miller 2002
    - Rytidolepis Pander 1856
    - Schidiosteus Pander 1856
    - Silmalepis Blom, Märss & Miller 2002
    - Vesikulepis Blom, Märss & Miller 2002
    - Familie Pharyngolepididae Kiær 1924 corrig.
      - Pharyngolepis Kiaer 1911

    - Familie Pterygolepididae Obručhev 1964 corrig.
      - Pterygolepis Cossmann 1920 [Pterolepis Kiaer 1911 non Rambur 1838 non De Candolle ex Miquel 1840; Pterolepidops Fowler 1947]

    - Familie Rhyncholepididae Kiær 1924 corrig.
      - Rhyncholepis Kiær 1911 non Miquel 1843 non Nuttall 1841

    - Familie Tahulalepididae Blom, Märss & Miller 2002
      - Tahulalepis Blom, Märss & Miller 2002
      - Trimpleylepis Miller, Märss & Blom 2004

    - Familie Lasaniidae Goodrich 1909
      - Lasanius Traquair 1898

    - Familie Ramsaasalepididae Blom, Märss & Miller 2003
      - Ramsaasalepis Blom, Märss & Miller 2003

    - Familie Birkeniidae Traquair 1899
      -  ? Vilkitskilepis Märss 2002
      - Ctenopleuron Matthew 1907
      - Saarolepis Robertson 1945 [Anaspis Robertson 1941 non Geoffroy 1762 non Thomson 1893]
      - Birkenia Traquair 1898

    - Familie Septentrioniidae Blom, Märss & Miller 2002
      - Liivilepis Blom, Märss & Miller 2002
      - Manbrookia Blom, Märss & Miller 2002
      - Ruhnulepis Blom, Märss & Miller 2002
      - Spokoinolepis Blom, Märss & Miller 2002
      - Septentrionia Blom, Märss & Miller 2002

## Bekende geslachten
- Jamoytius
- Pharyngolepis
- Birkenia
- Lasanius